# Orange GGN
Orange GGN, auch als α-Naphthol-Orange bekannt, ist ein leuchtend oranger Azofarbstoff, der früher als Lebensmittelfarbstoff zur Färbung von Getränken, Fischkonserven, Waffeln und Kunsthonig verwendet wurde. Der Stoff ist das Dinatriumsalz der 5-(3-Sulfo-1-phenylazo)-6-hydroxynaphthalin-2-sulfonsäure. 
Die Abtrennung von anderen Farbstoffen, etwa E 110, und die Bestimmung in Lebensmittelproben gelingt nach Ionenpaarbildung mittels Reversed-Phase-HPLC.

## Gewinnung und Darstellung
Orange GGN kann durch Diazotierung von 3-Aminobenzolsulfonsäure und anschließende Kupplung mit 2-Naphthol-6-sulfonsäure in alkalischer Lösung dargestellt werden.

## Verwendung als Lebensmittelfarbstoff
In Deutschland wurde durch die Farbstoff-Verordnung ab 1959 die Verwendung von 1-Aminobenzol-3-sulfosäure→2-Oxynaphthalin-6-sulfonsäure (Natriumsalz) in Lebensmitteln zugelassen. Zur Übernahme der Richtlinie des Rats zur Angleichung der Rechtsvorschriften der Mitgliedstaaten für färbende Stoffe, die in Lebensmitteln verwendet werden dürfen in nationales Recht wurde die Farbstoff-Verordnung 1966 angepasst und für Orange GGN die E-Nummer E 111 aufgenommen. 1976/1977 wurde es aus der Farbstoff-Verordnung und durch Richtlinie 76/399/EWG aus der Richtlinie für färbende Stoffe gestrichen. Seitdem ist die Verwendung in der EU als Lebensmittelfarbstoff nicht mehr zulässig. Es wurde nie in die Liste der Lebensmittelzusatzstoffe des Codex Alimentarius aufgenommen und hat daher auch keine INS-Nummer. Auch als Futtermittelzusatzstoff war es nicht zugelassen. 